# Lycoris flavescens
Lycoris flavescens är en amaryllisväxtart som beskrevs av M.Kim och S.Lee. Lycoris flavescens ingår i släktet Lycoris och familjen amaryllisväxter. Inga underarter finns listade i Catalogue of Life.